# Camp d'internement de Vittel
Le camp d'internement de Vittel est un camp allemand de détention dans la ville thermale de Vittel dans les Vosges créé par les Allemands en mai 1941 et opérationnel jusqu'à sa libération par les Alliés en septembre 1944. Initialement prévu pour interner des civils britanniques, il servit aussi de camp de transit pour des déportés juifs dont la plupart seront ensuite envoyés en camps d'extermination. Il était constitué d'hôtels réquisitionnés autour du parc, ceinturés par des barbelés. Par ses conditions de détention privilégiées, il servira de vitrine de la propagande nazie.

## Histoire
Le camp de détention de Vittel est établi par les Allemands en mai 1941 pour héberger des citoyens britanniques, ressortissants d'un pays ennemi du Reich, qui devaient initialement servir d'échange avec des Allemands retenus par les Britanniques. Le camp de Vittel ne ressemble à aucun autre camp de détention nazi. Il est constitué d'hôtels, souvent de luxe, autour d'un parc : le Grand-Hôtel, l’hôtel Cérès, l’hôtel Continental, l'Hôtel des Sources et le Vittel-Palace, ce dernier transformé en hôpital. Avec des logements avec ascenseurs et eau chaude, une nourriture suffisante, la possibilité de recevoir du courrier et des colis de la Croix-Rouge, il devient une véritable vitrine de la propagande nazie. Le parc est entouré de trois rangées de barbelés, avec un chemin de ronde où patrouillent des soldats allemands.
Plus tard, des centaines de Juifs polonais, munis de passeports achetés en Suisse, ayant pour la plupart déjà perdu leurs familles, arrivèrent au camp, espérant émigrer vers l'Amérique du Sud. La majorité d'entre eux sera déportée et mourra à Auschwitz.

### Chronologie
- Fin 1939, l'armée française créé à Vittel des hôpitaux de campagne dans les différents hôtels.
- Juin 1940, les hôpitaux sont regroupés dans le seul hôtel Continental qui devient l'« Hôpital Complémentaire Continental » (HCC)[3].
- Début août 1940 : Les Allemands prennent possession de l'hôtel qui devient « hôpital fermé pour prisonniers de guerre »[3]. Les soldats français blancs seront progressivement envoyés en Allemagne et y sont alors internés des soldats indigènes des colonies et des soldats antillais[3] dont les Nazis ne veulent pas sur le territoire du Reich.
- 1er mai 1941 : ouverture du camp d’internement pour civils britanniques et canadiens, ressortissants d’un pays ennemi du Reich. Deux mille hommes, femmes et enfants britanniques et canadiens arrivent du camp de Besançon où ils étaient internés depuis décembre 1940 dans des conditions difficiles. Ils sont logés dans le Grand-Hôtel, l’hôtel Cérès et l’hôtel Continental. Le camp est alors créé dans l'idée d'échanges de prisonniers.
- Printemps 1942 : début du regroupement familial, arrivée d'hommes britanniques, qui étaient eux internés à Saint-Denis et Compiègne. L'hôtel des Sources est ajouté au Camp de Royallieu à Compiègne.
- Septembre 1942 : extension du camp au-delà des barbelés, vers la ville avec l’hôtel Central, enclave entourée de barbelés et reliée au reste du parc par un petit pont de bois près de la porte d’entrée, à côté du poste de garde (Villa Sainte-Marie).
- Octobre 1942 : arrivée de 300 Américaines au Central Hôtel.
- 23 janvier 1943 : arrivée du premier convoi en provenance de Varsovie, avec environ deux cents femmes et enfants juifs, disposant de papiers (vrais ou faux) américains, du nord et du sud, dont 15 non juifs. Ils sont installés avec les autres Américains à l’hôtel Central.
- 28 janvier 1943 : arrivée du camp de Drancy d'un groupe de 16 Juifs
- Mars 1943 : arrivée d’internés nord-américains du camp de Gleiwitz pour le regroupement familial. Ouverture d’un autre hôtel, le Nouvel-Hôtel pour les familles polonaises qui attendent l’arrivée des hommes en provenance d'un camp bavarois. L’agrandissement du camp se poursuit avec l'ajout de nouveaux hôtels dont l'hôtel Providence, côté ville, pour les Juifs polonais, hollandais, belges, détenteurs de papiers sud-américains.
- Vers mars 1943 : arrivée d’un groupe de femmes juives avec enfants, réexpédiées rapidement au camp de Bergen-Belsen puis à Auschwitz.
- Mai 1943 : arrivée du deuxième convoi en provenance de Varsovie : 60 Juifs dont le poète Ytshak Katzenelson, tous munis de différents papiers latino-américains, sont internés à l’hôtel Providence alors isolé par des barbelés du reste du camp.
- 23 novembre 1943 : arrivée du camp de Compiègne de femmes américaines et britanniques d’origine juive.
- 28 février 1944 : les 170 Juifs de Pologne sont transférés de l’hôtel Providence à l’hôtel Beau-Site, éloigné et isolé du camp.
- 22 mars 1944 : transfert de Juifs palestiniens de Drancy à Vittel.
- 18 avril 1944 : déportation d’environ 170 Juifs de Pologne, ayant des papiers latino-américains à Drancy,. Ils sont déportés à Auschwitz le 29 avril 1944 par le Convoi n° 72 et sont tous exterminés à leur arrivée.
- Début mai 1944 : arrivée de Juifs transférés de Drancy qui témoignent de la déportation vers l’Est des Juifs arrivés de Vittel.
- 16 mai 1944 : seconde déportation de 60 Juifs de Pologne vers Drancy, déportés à Auschwitz par le convoi 75 du 30 mai 1944, arrivés à Auschwitz le 2 juin. Tous les internés de Vittel sont exterminés à l’arrivée.
- 29 juin 1944 : échange de 60 « Palestiniens » de Vittel (femmes et enfants) qui rejoignent en train à Vienne 222 femmes et enfants palestiniens de Bergen-Belsen, échangés à Istanbul, et poursuite en train par la Syrie jusqu’à Haïfa où ils arrivent le 10 juillet.
- 10 juillet 1944 : échange de 600 Britanniques contre des Allemands en passant par l’Espagne et le Portugal.
- 24 juillet 1944 : suite de l’échange important, avec 400 Britanniques, via l’Espagne et le Portugal, contre des Allemands.
- 2 septembre 1944 : fuite du commandant allemand du camp, Otto Landhaüser et de ses hommes.
- Septembre 1944 : arrivée de la 2e DB et libération du camp de Vittel[4],[5].

## Détenus juifs
- 23 janvier 1943, arrivent, au camp de Vittel, 198 juifs polonais de Varsovie.

- 22 mai 1943, arrivent 61 autres juifs, en majorité de Lodz, combattants et survivants des ghettos[6].

## Le camp
L’entrée du camp est située avenue Bouloumié, par une porte gardée par un détachement de soldats allemands, à hauteur de la villa Sainte-Marie. Les détenus nationaux, Britanniques, Canadiens et Américains sont logés dans 6 hôtels :

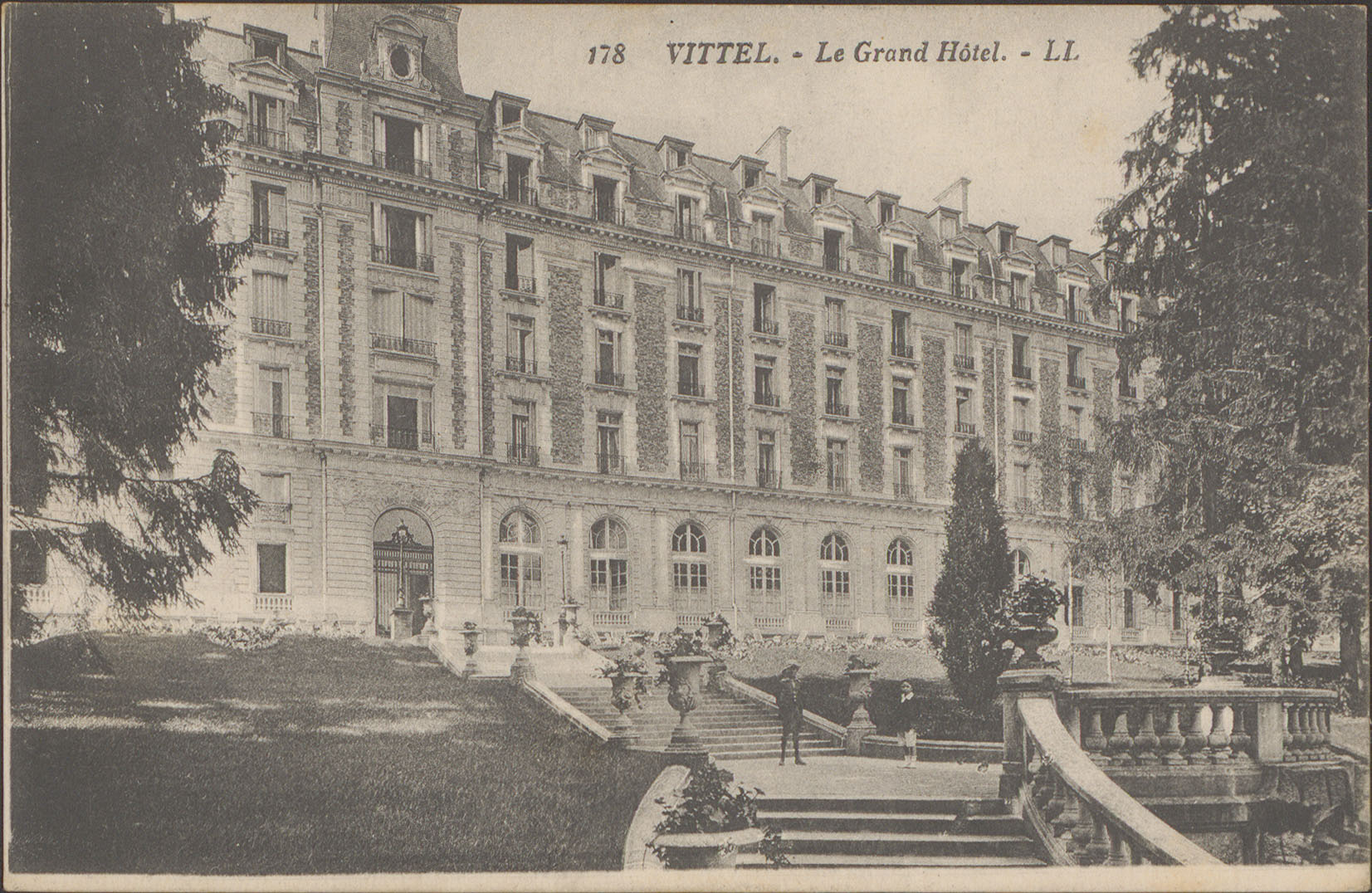
Carte postale du Grand Hôtel de Vittel entre 1880 et 1945

- L’hôtel des Thermes,
- Le Central Hôtel,
- L’hôtel des Sources,
- L’hôtel Continental,
- L’hôtel Cérès,
- Le Grand Hôtel[7],[8]Carte postale de l'Hôtel Cérès de Vittel entre 1880 et 1945

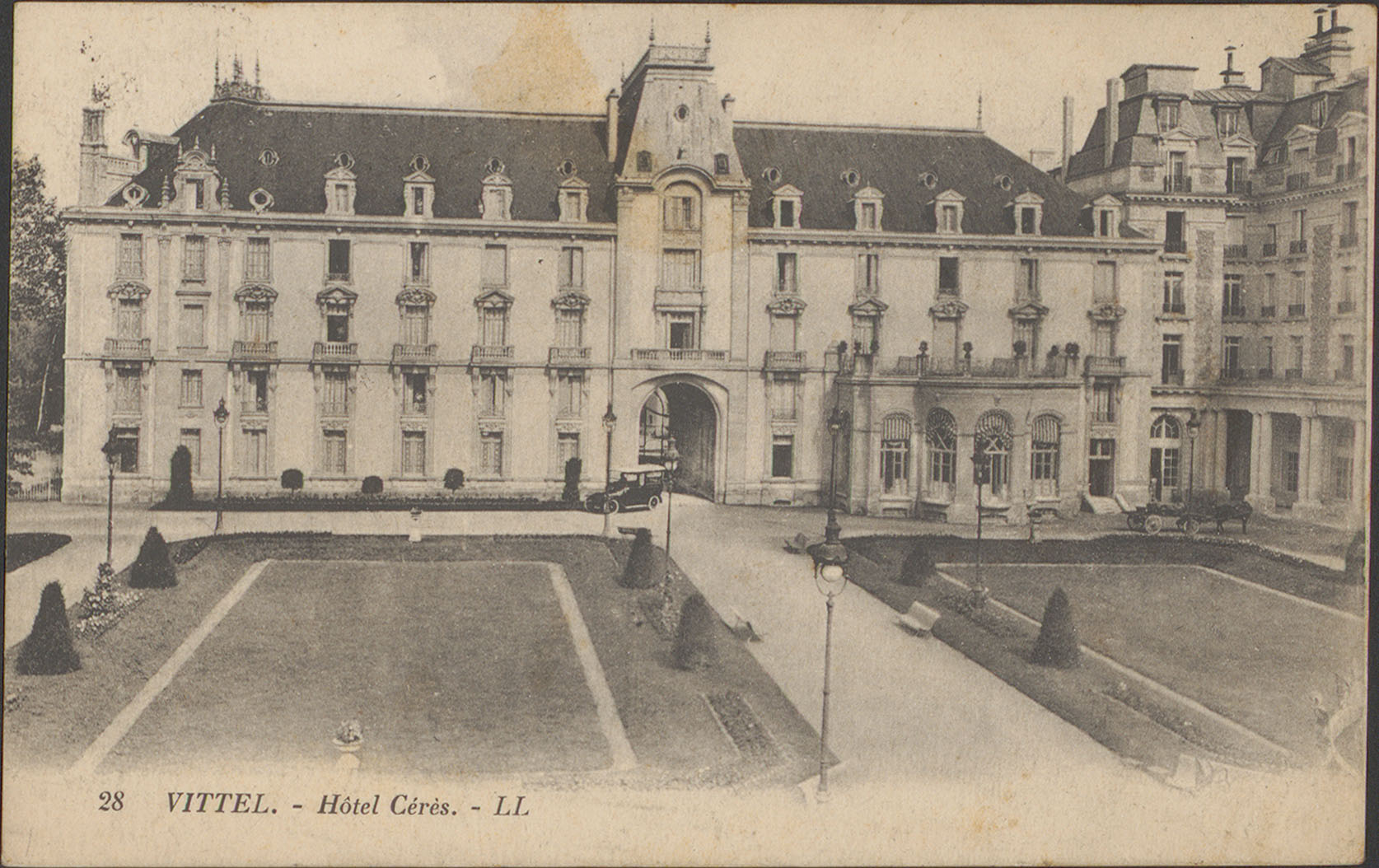
Carte postale de l'Hôtel Cérès de Vittel entre 1880 et 1945

Par la suite, les détenus juifs occupent les quatre hôtels situés en marge du camp :
- L’hôtel de la Providence,
- Le Nouvel Hôtel,
- Le Splendid Hôtel (actuellement centre hospitalier de Vittel),
- L’hôtel Beau Site.

L’hôpital qui tient également lieu de maternité est transféré au Palace Hôtel qui va alors concentrer tous les moyens médicaux.

## Administration du camp
Le camp d'internement de Vittel fait partie d'un ensemble des stalags placés sous l'autorité du commandement allemand de la Zone interdite, vaste zone située au nord et à l'est de la France, dont les autres camps se trouvent à Châlons-sur-Marne, Le Donon, Nancy, Vesoul et au Luxembourg.
Le commandant du camp est le capitaine Otto Landhauser, un officier d'artillerie,,, d'origine autrichienne. Il est secondé par le capitaine Steffahn (surnommé « peau de vache » par les Vittellois) et un sous-officier, Erwin Serve.
Les gardes sont des soldats retirés du combat par manque d’expérience ou pour cause de blessures.

## Croix-Rouge
Le camp bénéficie de l'aide apportée par la Croix-Rouge française et par son comité local, dirigé par Germaine Bouloumié, qui est aussi l'une des deux déléguées départementales de la Croix-Rouge à partir de juillet 1941. Elle assure les relations entre les internés, les Allemands et les autorités françaises.
Au mois d’octobre 1941, elle établit ainsi le rapport suivant : 

« Le ravitaillement reste toujours très largement assuré par les colis reçus régulièrement des Croix-Rouges canadienne et anglaise. Nous sommes encore chargés de faire parvenir au camp de Troyes 5 à 600 kilos de conserves que les internés de Vittel envoient à leurs compatriotes moins favorisés. A ce jour nous avons déjà livré aux internés britanniques 5 000 mètres de tissu, 1 200 paires de bas, du coton à tricoter et à repriser, des gants et serviettes de toilettes, des chaussures, etc. et nous attendons encore de nouveaux arrivages de tissus, bas, lingerie ces jours-ci. Les internés ont d’ailleurs reçu d’Amérique et d’Angleterre d’importantes quantités de vêtements et de tissus et paraissent donc être pourvus pour cet hiver d’un vestiaire suffisant…. En ce qui concerne les indigènes, j’ai organisé, grâce à la bonne volonté de l’ouvroir vittellois, le raccommodage et l’entretien des vêtements et linge des prisonniers noirs actuellement cantonnés à Vittel. Je crois que c’est une mesure indispensable à prendre partout où il y a des prisonniers indigènes, pour leur permettre de passer l’hiver avec des vêtements en bon état. »

## Entreprise propriétaire des hôtels
La plupart des hôtels appartiennent directement ou indirectement à la Société générale des eaux minérales de Vittel (SGEMV), créée par Louis Bouloumié, fondateur de la station thermale. Son P-DG est alors Jean Bouloumié, qui est aussi maire de Vittel depuis 1919. Sa sœur Germaine Bouloumié siège au conseil d'administration de la firme.
Les hôtels ont été réquisitionnés de facto par les Allemands, qui versent cependant à la SGEMV un loyer mensuel.

## Détenus notables
- Mary Berg, de son vrai nom Miriam Wattenberg . En janvier 1943, la famille Wattenberg est envoyée dans le camp d'internement de Vittel. Là Miriam a vent de l'insurrection du ghetto de Varsovie qu'elle rapporte dans son journal. Le 1er mars 1944, la famille Wattenberg quitte le camp.
- Sylvia Beach[14] En 1943, elle est internée en tant que citoyenne américaine avec d'autres compatriotes à Vittel. Elle est libérée sur l'intervention de Jacques Benoist-Méchin, membre du gouvernement de Vichy et ultra-collaborateur,
- Ralph Erwin, compositeur autrichien (ou allemand selon certaines sources1), né Ralmund Erwin Vogl le 31 octobre 1896 à Bielitz (Silésie autrichienne ; aujourd'hui Bielsko-Biała en Pologne), assassiné le 15 mai 1943, au camp de Beaune-la-Rolande dans le Loiret.
- Ytshak Katzenelson, poète et dramaturge juif russe. Il rédige à Vittel, son Dos lid funem oysgehargetn yidishn folk (en yiddish, Chant pour le peuple juif assassiné).
- Gertrude O'Brady , En 1941, elle est internée en tant qu'Américaine au « camp d'accueil » de Vittel où elle réalise une centaine de portraits de ses codétenus au crayon à papier. Libérée en 1944, elle est hébergée par une concitoyenne près de Versailles, où elle continue de réaliser des portraits toujours à la mine de plomb ou à la sanguine.
- Markus Rottenberg, Grand-Rabbin d'Anvers de 1918 jusqu'à sa déportation à Vittel, déporté avec 12 membres de sa famille par le Convoi no 72 du 29 avril 1944 parti de Drancy via la gare de Bobigny vers Auschwitz, où ils sont assassinés à leur arrivée début mai 1944.
- Hillel Seidman, survivant du ghetto de Varsovie. Il est envoyé à Vittel au camp d'internement en vue d'un échange théorique contre des nationaux allemands vivant en Amérique du Sud. De nombreux Juifs varsoviens, arrivés à Vittel à partir de mai 1943 et qui se retrouvent dans cette situation, seront déportés vers le  camp de Drancy puis vers les chambres à gaz d'Auschwitz en 1944 ; Seidman échappe à ce sort.
- Sofka Skipwith, princesse russe ayant acquis la nationalité anglaise est internée avec d'autres ressortissants anglais au camp de Vittel en mai 1941. Elle mène des actions pour aider les Juifs du camp et reçoit à ce titre, de manière posthume, le prix de Juste parmi les Nations en 1985 et l'honneur de Héros britannique de l'Holocauste en 2010.

Édouard Herriot est aussi interné quelques mois à Vittel, mais à la villa Suzanne et non dans le camp d'internement, du début avril 1943 jusqu'en juin 1943.